# Cardy Raper
Carlene Allen "Cardy" Raper (Plattsburgh, (Nueva York), 9 de enero de 1925-Ferrisburgh (Vermont), 5 de septiembre de 2019) fue una micóloga y escritora científica estadounidense. Identificó que ciertas especies de setas portadoras de hongos tienen más de 23 000 tipos de apareamiento. Fue considerada una de las primeras mujeres taxonomistas en micología. Fue miembro de la Asociación Estadounidense para el Avance de la Ciencia. 

## Trayectoria
Raper quiso ser científico desde que tenía ocho años. Obtuvo un máster en ciencias por la Universidad de Chicago en 1946, tras lo cual  realizó estudios sobre Achlya y Schizophyllum commune (un género de hongos). Se casó con John (Red) Raper, el supervisor de la universidad en 1949. Raper obtuvo el doctorado en el año 1977. 
Trabajó junto a su esposo, Red Raper catedrático del Departamento de Biología de la Universidad de Harvard, en las mutaciones de tipo de apareamiento de Schizophyllum. Después del fallecimiento de su marido, en 1974, Cardy Raper comenzó su carrera profesional en ciencias, trabajando en la Universidad de Harvard como investigadora y profesora. Trabajó en los Países Bajos en la Universidad de Hagen con Jos Wessels. En 1978 se unió a Wellesley College como profesora asistente. En 1982, después de pasar el verano trabajando con Bob Ullrich en la Universidad de Vermont, decidió mudarse a la ciudad de Vermont. En 1983 estableció su propio laboratorio de investigación independiente, la Universidad de Vermont, donde permaneció como profesora emérita después de jubilarse en 1994. 
Raper identificó que la Schizophyllum commune tenía más de 23 000 tipos de apareamiento. En 2008 se conmemoró su contribución a la ciencia. En 2012 fue elegida miembro de la Asociación Estadounidense para el Avance de la Ciencia. En 2017 participó en el Taller de Escritores de Burlington. Madre de dos hijos, Jonathan Raper profesor de biología celular en la Universidad de Pensilvania, y Linda.
Después de una breve enfermedad, Carlene Allen Raper (Cardy) falleció en su casa de verano en Ferrisburgh, Vermont, el 5 de septiembre de 2019 a la edad de 94 años.

## Obra
- Raper, Cardy (2013). A Woman of Science: An Extraordinary Journey of Love, Discovery, and the Sex Life of Mushrooms.[5]
- Raper, Cardy (2016). An American Harvest: How One Family Moved From Dirt-Poor Farming To A Better Life In The Early 1900s.[17]